# Goʻzal Yusupova
Goʻzal Yusupova (engl. Transkription Guzal Yusupova; * 19. Dezember 1997 in Qarshi) ist eine usbekische Tennisspielerin.

## Karriere
Yusupova spielte 2012 bis 2018 auf der ITF Women’s World Tennis Tour, wo sie aber keinen Titel gewinnen konnte.
Bei den Tashkent Open 2013, ihrem ersten und einzigen Turnier der WTA Tour erhielt sie eine Wildcard für die Qualifikation zum Hauptfeld im Dameneinzel, wo sie Ilona Kramen in der ersten Runde mit 1:6 und 4:6 unterlag. Ebenfalls mit einer Wildcard startete sie zusammen mit ihrer Partnerin Arina Folts im Doppel, wo sie Weronika Kapschaj und Teodora Mirčić mit 0:6 und 2:6 unterlagen.

### College Tennis
Sie spielte 2016 bis 2018 für die Damentennismannschaft der Cougars der Washington State University, danach von 2018 bis 2020 für die Syracuse University Orange der Syracuse University.

## Persönliches
Goʻzal ist die Tochter von Bokhodir und Lola Yusupova. Sie erhielt 2020 einen Bachelor in Personalentwicklung.